# Шейко, Петр Владимирович
Петр Владимирович Шейко (23 декабря 1945, Галица Нежинского района — 5 февраля 2013, Киев) — украинский аграрий и политик. Народный депутат Украины II созыва; заместитель Министра агропромышленного комплекса (1998—2000). Государственный служащий 1-го ранга (05.2002).
Член НСНУ (с 2005); председатель Центрального совета и исполкома Всеукраинского объединения «Понимание».

## Образование
Окончил Украинскую с.-х. академию (1963—1968), по специальности — экономист-аграрник.

## Карьера
С 1968 — главный специалист колхоза «Рассвет» Бобровицкого р-на Черниговской обл.
1968—1969 — в армии.
03.1970 — 04.1992 — экономист, старший экономист, главный специалист, начальник отдела, начальник управления, 1-й заместитель начальника Главного управления Министерства сельского хозяйства Украины (Госагропром Украины, Мин-во с.-х. и продовольствия Украины).
В 1992—2005 — на властных должностях.
Национальный комплекс «Экспоцентр Украины», 1-й заместитель генерального директора (05.2005-2007).
Умер 5 февраля 2013 года в городе Киеве. Похоронен на Байковом кладбище.

## Политическая деятельность
С 1992 — Представитель Президента в Бобровицком районе
1994—1998 — народный депутат Украины 2 созыва (с 04.1994 (2-й тур) до 05.1998) Бобровицкий избирательный округ N 444, выдвинут избирателями.
С мая 1994 — председатель Комитета по вопросам регламента, депутатской этики и обеспечения деятельности депутатов. Был членом группы «Конституционный центр». На время выборов: Бобровицкая райгосадминистрация, Представитель Президента Украины в районе.
08.1998 — 03.2000 — заместитель Министра агропромышленного комплекса Украины; 2000-03 — начальник Департамента организационной работы, начальник Департамента по связям с ВРУ и организационной работы Министерства аграрной политики Украины.
04.2003-03.2005 — председатель Бобровицкой райгосадминистрации.

## Творчество
Соавтор книг по проблемам социального развития села.
- Розвиток сфери платних послуг / Петро Володимирович Шейко, А. Я. Олексюк . — Київ : Урожай, 1991. — 124 с.
- Соціально-економічний розвиток села / М. Х. Вдовиченко, Петро Володимирович Шейко, М. К. Орлатий, Г. І. Купалова. — Київ : Урожай, 1989. — 152 с.

## Семья
- жена Мельник Алена Алексеевна — ученый;
- мать Галина Васильевна (1919) — бухгалтер, пенсионерка;
- сын Геннадий (1971) — экономист, предприниматель;
- дочь Елена (1973) — экономист, работник банка «Киев»;
- сын Владимир (1985)
- дочь Ольга (2009)
- пятеро внуков — Яна, Богдан, Дарья, Марьян и Петр.

## Награды
- Орден «За заслуги» ІІІ степени (июнь 1997)